# Seznam koptských papežů
Seznam papežů uznávaných koptskou pravoslavnou církví před rozdělením církve v Egyptě podává Seznam alexandrijských patriarchů (v tomto období samostatná koptská církev neexistovala, ale patřila k jurisdikci alexandrijských patriarchů).
- Timotheos II. Eluros (457–477)
- Petros III. Mongos (477–489)
- Athanasios II. Keletes (489–496)
- Joannis I. (496–505)
- Joannis II. (505–516)
- Dioskoros II. (516–517)
- Timotheos III. (517–535)
- Theodosios I. (535–566)
- Dorotheos (565–580)
- Damianos (578–607)
- Anastasios (607–619)
- Andronikos (619–654)
- Agatho (654–673)
- Joannis III. (681–689)
- Isaac (689–692)
- Simeon I. (692–700)
- Alexandros II. (702–729)
- Kosma I. (729–730)
- Theodoros II. (730–742)
- Mikhael I. (743–767)
- Mina I. (767–775)
- Joannis IV. (776–799)
- Markos II. (799–819)
- Jakub (819–830)
- Simeon II. (830)
- Jusab I. (831–849)
- Chail II. (849–851)
- Kosma II. (851–858)
- Šenuda I. (859–880)
- Chail III. (880–907)
- Gabriel I. (910–921)
- Kosma III. (921–933)
- Makari I. (933–953)
- Theofelios (953–956)
- Mina II. (956–974)
- Abraham (975–978)
- Filotheos (979–1003)
- Zacharias (1004–1032)
- Šenuda II. (1032–1046)
- Christosolos (1047–1077)
- Kirellos II. (1078–1092)
- Mikael IV. (1092–1102)
- Gabriel II. (1102–1128)
- Mikael V. (1145–1146)
- Joannis V. (1146–1166)
- Markos III. (1166–1189)
- Joannis VI. (1189–1216)
- Kirellos III. (1235–1243)
- Athanasios (1250–1261)
- Joannis VII. (1261–1268)
- Gabriel III. (1268–1271)
- Joannis VII. (1271–1293)
- Theodosios III. (1300–1320)
- Joannis IX. (1320–1327)
- Benjamin II. (1327–1339)
- Petros V. (1340–1348)
- Markos IV. (1348–1363)
- Joannis X. (1363–1369)
- Gabriel IV. (1370–1378)
- Matheos I. (1378–1408)
- Gabriel V. (1408–1427)
- Joannis XI. (1428–1453)
- Matheos II. (1453–1466)
- Gabriel VI. (1466–1475)
- Michail IV. (1475–1477)
- Joannis XII. (1480–1483)
- Joannis XIII. (1483–1524)
- Gabriel VII. (1526–1569)
- Joannis XIV. (1573–1589)
- Gabriel VIII. (1590–1601)
- Markos V. (1610–1621)
- Joannis XV. (1621–1631)
- Matheos III. (1631–1645)
- Markos VI. (1645–1660)
- Matheos IV. (1660–1676)
- Joannis XVI. (1676–1718)
- Petros VI. (1718–1726)
- Joannis XVII. (1727–1745)
- Markos VIII. (1745–1770)
- Joannis XVIII. (1770–1797)
- Markos IX. (1797–1810)
- Petros VII. (1810–1854)
- Kirellos IV. (1854–1861)
- Dimitrios II. (1862–1870)
- Kirellos V. (1874–1928)
- Joannis XIX. (1929–1942)
- Makari III. (1942–1944)
- Jusab II. (1946–1956)
- Kirellos VI. (1959–1971)
- Šenuda III. (1971–2012)
- Theodoros II. (2012–)